# Paulina (Oregon)
Paulina (kiejtése: pɔːˈlaɪ.nə) az Amerikai Egyesült Államok északnyugati részén, Oregon állam Crook megyéjében, az Oregon Route 380 mentén elhelyezkedő önkormányzat nélküli település.
Névadója Paulina törzsfőnök. A posta 1882-ben nyílt meg.
A településen egy iskola működik, emellett itt van a paulinai erdővédelmi körzet székhelye. A Paulina Rodeót évente rendezik meg.

## Éghajlat
A település éghajlata félszáraz (a Köppen-skála szerint BSk).
| Hónap                                   | Jan.  | Feb.  | Már.  | Ápr.  | Máj.  | Jún. | Júl. | Aug. | Szep. | Okt.  | Nov.  | Dec.  | Év    |
| --------------------------------------- | ----- | ----- | ----- | ----- | ----- | ---- | ---- | ---- | ----- | ----- | ----- | ----- | ----- |
| Rekord max. hőmérséklet (°C)            | 15,0  | 22,0  | 26,0  | 31,0  | 37,0  | 37,0 | 41,0 | 41,0 | 38,0  | 33,0  | 23,0  | 18,0  | 41,0  |
| Átlagos max. hőmérséklet (°C)           | 3,8   | 7,4   | 11,4  | 15,4  | 20,3  | 25,1 | 30,4 | 30,1 | 25,9  | 18,9  | 9,0   | 4,2   | 16,9  |
| Átlagos min. hőmérséklet (°C)           | −8,0  | −5,5  | −3,8  | −2,3  | 1,0   | 4,0  | 6,3  | 5,3  | 0,9   | −3,1  | −4,5  | −7,6  | −1,4  |
| Rekord min. hőmérséklet (°C)            | −38,0 | −36,0 | −17,0 | −14,0 | −13,0 | −8,0 | −3,0 | −6,0 | −12,0 | −23,0 | −29,0 | −39,0 | −39,0 |
| Átl. csapadékmennyiség (mm)             | 33    | 20    | 25    | 25    | 31    | 25   | 15   | 15   | 12    | 21    | 33    | 31    | 286   |
| Forrás: Western Regional Climate Center |       |       |       |       |       |      |      |      |       |       |       |       |       |

## Fordítás
- Ez a szócikk részben vagy egészben  a   Paulina, Oregon című angol Wikipédia-szócikk ezen változatának fordításán alapul.  Az eredeti cikk szerkesztőit annak laptörténete sorolja fel. Ez a jelzés csupán a megfogalmazás eredetét és a szerzői jogokat jelzi, nem szolgál a cikkben szereplő információk forrásmegjelöléseként.